# Lisandro López

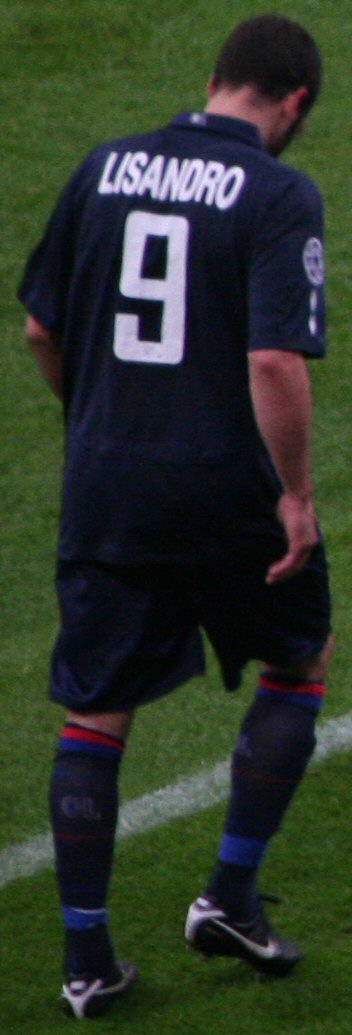
Lisandro López em 2010 atuando pelo Lyon.

Lisandro López (Rafael Obligado, 2 de março de 1983) é um ex-futebolista argentino que atuava como atacante.

## Clubes

### Racing
Lisandro López passou pela formação do Racing Club, clube pelo qual se estreou em 2003 nos escalões superiores. Na época seguinte, em 2004, foi o melhor marcador do Torneio Apertura com 12 golos, título pessoal que despontou o interesse de alguns clubes europeus entre os quais o FC Porto. Em 2005 conseguiu levar o seu clube ao pódio no Torneo Clausura, acabando em terceiro lugar.

### Porto
Lisandro foi para o FC Porto por €2,5 milhões, na mesma altura que o seu compatriota Lucho González. Treinado pelo treinador Holandês Co Adriaanse, Lisandro rapidamente encontrou um lugar no onze inicial do FC Porto, numa posição diferente em relação à que tinha no Racing Club, encontrando-se mais encostado às faixas. Apesar de não ter marcado muitos golos na sua primeira época (8 golos em 28 jogos) foi uma peça importante no sistema táctico do seu treinador. Teve a sua primeira experiência na Liga dos Campeões da UEFA participando em 2 jogos e marcando um golo ao Glasgow Rangers da Escócia. Ajudou o FC Porto na primeira época a conquistar a Bwin Liga e a Taça de Portugal.
Em 2006/2007 houve uma troca de treinador no FC Porto, saiu Co Adriaanse e entrou Jesualdo Ferreira, mas entretanto sob o comando de Rui Barros (treinador interino) Lisandro Lopez contribuiu para a vitória na Supertaça Cândido de Oliveira entrando aos 80 para render Adriano. Com a entrada de Jesualdo Ferreira Lisandro manteve o seu lugar no onze e a mesma posição no sistema táctico. Manteve  também a média do ano passado com 31 jogos e 11 golos, oito desses jogos foram para a Liga dos Campeões da UEFA. Conquistando o bicampeonato ao serviço do FC Porto.
Finalmente no início da época de 2007/2008 Lisandro Lopez teve a sua oportunidade no centro do ataque, devido às lesões e à baixa produtividade dos seus colegas, Adriano e Helder Postiga, e não podia ter começado melhor no campeonato nacional. Tendo mantido uma elevada média de quase um golo por jogo contabilizando no final da época 24 golos em 27 partidas para o campeonato, muito distanciado do 2º lugar na corrida pelo título de melhor marcador da Bwin Liga. A nível europeu ficou em 9º lugar no ranking da Bota de Ouro.

### Lyon
Em 7 de julho de 2009, o Lyon chega a acordo com o FC Porto comprando assim o jogador.

### Al-Gharafa
Em agosto de 2013, Lisandro foi contratado pelo Al-Gharafa do Qatar.

### Internacional
Em fevereiro de 2015, Lisandro López foi contratado pelo Internacional inicialmente por quatro meses. Após ajudar a equipe com 3 gols na campanha semifinalista da Copa Libertadores da América de 2015, seu contrato foi estendido por dois anos. Pelo Internacional, foi campeão gaúcho em 2015.

### Racing
No dia 7 de dezembro de 2015, foi confirmada sua volta ao clube argentino.

### Seleção Argentina
Estreou pela Seleção Argentina principal em 8 de março de 2005, em partida amistosa contra o México.

## Títulos
Porto
- Primeira Liga: 2005–06, 2006–07, 2007–08 e 2008–09
- Taça de Portugal: 2005–06 e 2008–09
- Supertaça de Portugal: 2006

Lyon
- Copa da França: 2011–12

Internacional
- Campeonato Gaúcho: 2015

Racing
- Campeonato Argentino: 2018–19
- Trofeo de Campeones: 2019

### Prêmios Individuais
- Melhor Jogador do Primeira Liga: 2007–08
- Melhor Jogador da Ligue 1: 2009–10
- Melhor Jogador do Campeonato Argentino: 2018–19

### Artilharias
- Primeira Liga: 2007–08 (24 gols)
- Campeonato Argentino: 2003–04 (12 gols) e 2018–19 (17 gols)
- Copa da França: 2011–12 (7 gols)